# 千葉県立市原高等学校
千葉県立市原高等学校（ちばけんりつ いちはらこうとうがっこう）は、千葉県市原市牛久にある県立高等学校。

## 設置学科
- 普通科
- 園芸科（2019年新設）

2019年、2020年度のみの設置
- 食とみどり科
- 総合ビジネス科

## 概要
1926年に市原学館として設立。1927年に組合立市原中学校と改称。1948年に県立へ移管された。
以上の経緯より学校名は旧市原郡に由来する。
学制改革で県立市原高等学校となり、一時期千葉県立市原第一高等学校と改称されるが、1961年に元の名称に戻った。
1998年に英語科を併設したが、2007年度（平成19年度）に生徒減少の理由から廃止された。
2009（平成21）年度に全ての普通教室に冷房装置が設置された。
2018年（平成30年）8月 - 鶴舞桜が丘高校と統合することを発表。
2019（平成31／令和元）年4月に園芸科を新設。また、鶴舞桜が丘高校の在校生は市原高校に転籍し、校舎移動になるため、鶴舞桜が丘高校の2学科が2021年3月まで暫定的に設置される。

## 分校
千葉県立市原高等学校の前身である、「千葉県市原第一高等学校（以下、同校）」の名称であった1952年時に設立された分校が現在の千葉県立京葉高等学校（以下、京葉高校）である。
設立された当初の京葉高校の名称は「千葉県市原第一高等学校定時制課程八幡分校」である。
- 1957年－校名変更により「千葉県立市原高等学校定時制八幡分校」に改称
- 1962年－全日制課程普通科を設置し「千葉県立市原高等学校八幡校舎」に改称
  - 当時、全日制普通科の生徒定員50名
- 1963年－全日制普通科の生徒定員100名
- 1964年－定時制課程の八幡校舎を廃止
- 1965年3月30日－千葉県立市原高等学校八幡校舎を廃止
- 1965年3月31日－千葉県立京葉高等学校の設立認可。全日制課程普通科
  - この日より、現在の京葉高校になる。

## 場所
同校は市原市域のほぼ中央にあるため、北部の五井方面からはもとより、茂原市方面からも来る生徒が多い。茂原方面から来る生徒の大半は、交通の便が大変不便なため、原動機付自転車の使用を学校の許可を得ると言う条件付きで認めている。

## 部活動
- 野球部
- サッカー部
- 陸上競技部
- テニス部
- ソフトボール部
- バレーボール部
- バスケットボール部
- バドミントン部
- 卓球部
- 吹奏楽部
- 美術部
- 書道部
- 茶道部
- 華道部
- 天文部
- 写真部
- 生物部
- 音楽部
- イラスト部

- パソコン部（2011年度に同好会から昇格）
- ダンス同好会（2010年度創設）

### 休部中
- 柔道部
- 剣道部
- 英語部
- 文芸部

## アクセス
- 小湊鉄道線 上総牛久駅より徒歩11分

## 著名な出身者
- 大庭美樹 - 将棋棋士[2]
- 佐久間隆義 - 政治家
- 清水勇人 - サッカー審判員
- 米村でんじろう - サイエンスプロデューサー
- ヨネスケ - 落語家、芸能人
- 柳亭芝楽 - 落語家